# 시벨라
시벨라(Sibella)는 미국산 집고양이 품종 중 하나이다. 인증 기관에 따라 랙돌과 같은 품종으로 보기도 한다.

## 같이 보기
- 랙돌